# Akentra chakratiana
Akentra chakratiana es una especie de coleóptero de la familia Scraptiidae.

## Distribución geográfica
Habita en la India.